# Sara Cozar
Sara Cozar Valbuena (Ordicia, Guipúzcoa, 12 de agosto de 1980) es una actriz española.

## Biografía
Nació en la localidad guipuzcoana de Ordizia el 12 de agosto de 1980.
Fue inicialmente conocida por su participación en series de la televisión pública vasca como Goenkale (de la cadena vasca ETB1, en euskera) o Euskolegas, de ETB2. Más recientemente ha protagonizado o participado en varios largometrajes y varias obras de teatro.
También ha hecho de presentadora en diferentes actos cinematográficos, por ejemplo en la 61° edición del Festival de Cine de San Sebastián, y en programas televisivos.

## Trabajos

### Teatro
- 2017. Ergela, junto a #REDIRECCIÓN Joseba Apaolaza. Producción de Txalo Produkzioak.
- 2000. Emakumeen Batzarra
- 2002. Susie
- 2002. Hamelingo Txirularia
- 2003. No Hay Ladrón Que Por Bien No Venga
- 2003-2006. Las mujeres de verdad tienen curvas[5]
- 2008. Ate joka
- 2009. Mujeres en sus camas
- 2010. Arrainen bazka
- 2010-2013. Hil arte bizi
- 2014. Maitasunaren ostean maitasuna
- 2014. El hijo de la novia, versión teatral de esta conocida película argentina.[6][7]
- 2016. Participación en la representación especial en San Sebastián (en Cristina Enea) de Sueño de una noche de verano (2016), de William Shakespeare, protagonizada por Gorka Otxoa y Aitziber Garmendia.[8][9]
- 2019. Utzi zure mezua seinalearen ondoren (Deja tu mensaje después de la señal), junto a Miren Arrieta, Mireia Gabilondo y Oihana Maritorena.

### Televisión
- 2004. Ero eta Bero
- Mi querido Klikowsky
- Euskolegas
- 2008-2010. Qué vida más triste
- 2010. Mugaldekoak
- 2001-2008. Goenkale
- 2012. DBH (teleserie)
- 2013-2014. Kontrako eztarria
- 2015. Aitaren Etxea
- 2024-2025. Go!azen 11 - Leire.

### Cine
- 2006. Kutsidazu bidea, Ixabel (Enséñame el camino, Ixabel)
- 2010. Operación Cométe', de Fernando Bernués
- 2010. Estrellas que alcanzar (Izarren argia, en su original en euskera), protagonizada por Bárbara Goenaga
- 2012. Bypass,[10][11] de Patxo Telleria y Aitor Mazo, que protagoniza junto a Gorka Otxoa
- 2013. Tres 60, de Alejandro Ezcurdía[12]
- 2014. Lasa y Zabala
- 2014. A escondidas
- 2020. Erlauntza
- 2023. 20.000 especies de abejas